# Malte Dürrschnabel

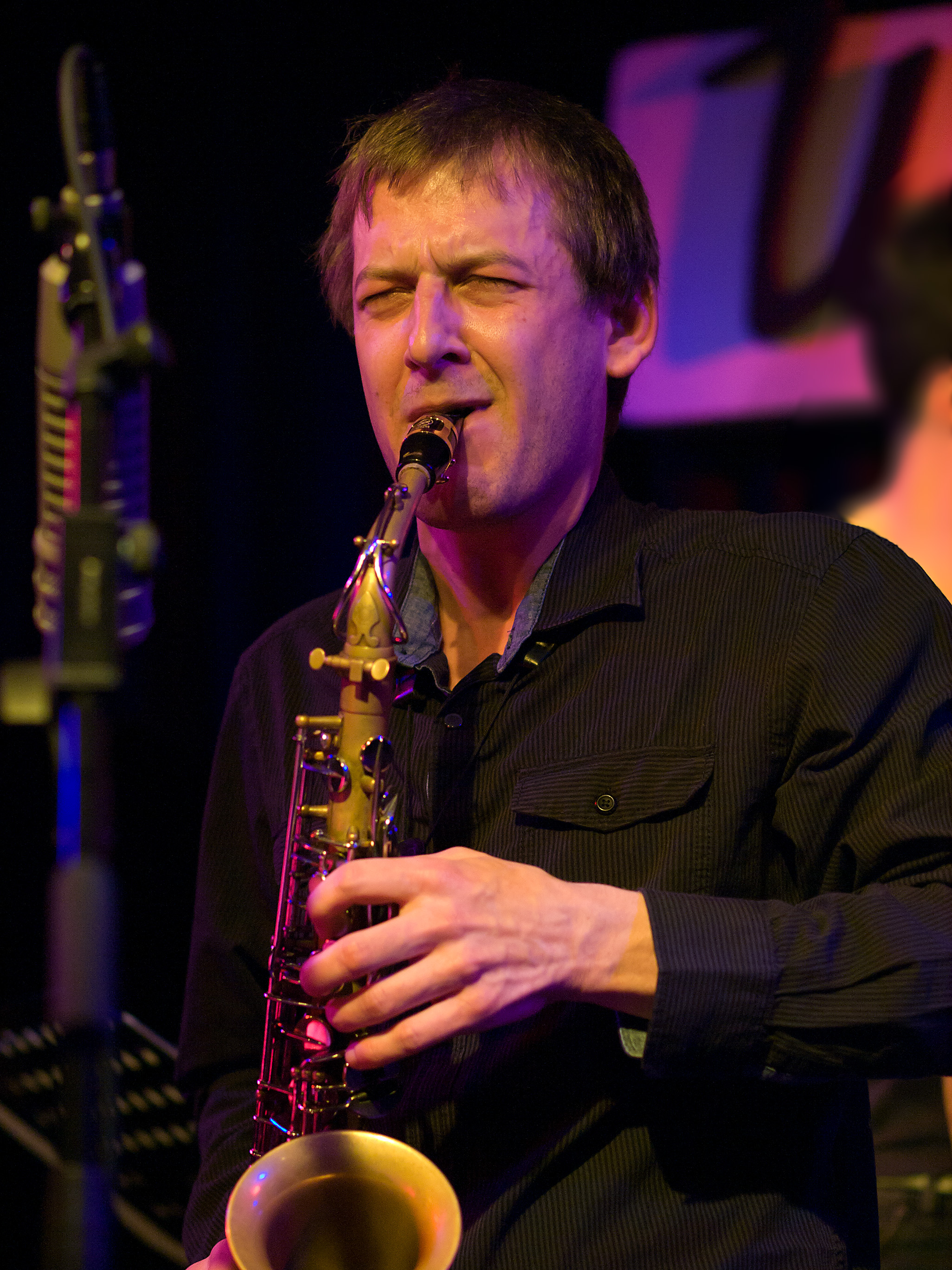
Malte Dürrschnabel im Jazzclub Unterfahrt (2011)

Malte Dürrschnabel (* 1982 in Rheinfelden (Baden)) ist ein deutscher Musiker des Modern Jazz (Alt- und Sopransaxophon, Flöte, Klarinette).

## Leben und Wirken
Dürrschnabel studierte Jazz-Saxophon an der Universität der Künste Berlin und auf den Konservatorien in Brüssel und in Den Haag. Er gehörte lange Jahre zur Konzertbesetzung des Bujazzo (mit der das Album Calling South Africa entstand). Als Gastprofessor war er 2008 an der Universidad Javeriana in Bogotá tätig.
Für Magnus Schriefls Band Subtone, mit der er mehrere Alben eingespielt hat, wirkte er auch als Komponist. Auch war er schon als Leadaltist für die WDR Big Band Köln tätig und gehörte zu Caroline Thons Thonline Orchestra und zu Wil Saldens Glenn Miller Orchestra. Weiterhin trat er mit Al Porcino, Lalo Schifrin, Benny Golson, Ack van Rooyen und Theo Bleckmann auf; Tourneen führten ihn bereits in mehr als 20 Länder auf fünf Kontinenten. 2014 legte er sein erstes Album unter eigenem Namen vor, das Kompositionen von Billy Strayhorn präsentiert. Mit Billy Test, Henning Gailing und Dennis Mackrel bildete er das Cologne Jazz Quartet, das im Mainstream Jazz beheimatet ist und 2024 ein erstes Album veröffentlichte.

## Preise und Auszeichnungen
Mit Subtone gewann er 2008 den Preis für den besten Instrumentalisten beim internationalen Jazzwettbewerb Tremplin Jazz in Avignon.

## Diskografie
- Jazzattack: Hausgemacht (mit Adrian Mears, Menzel Mutzke, Lukas Rabe, Sebastian Scheipers, Konstantin Uhrmeister, Moritz Baumgärtner; Mons Records 2005)
- Subtone: Morningside (mit Magnus Schriefl, Florian Höfner, Ruben Samana, Peter Gall sowie Christine Carter; Enja, 2010)
- Strayhorn (mit Rainer Böhm, Henning Gailing, Silvio Morger; Laika Records 2013)
- Cologne Jazz Quartet: Con Alma (JazzJazz 2024)